# 유도후

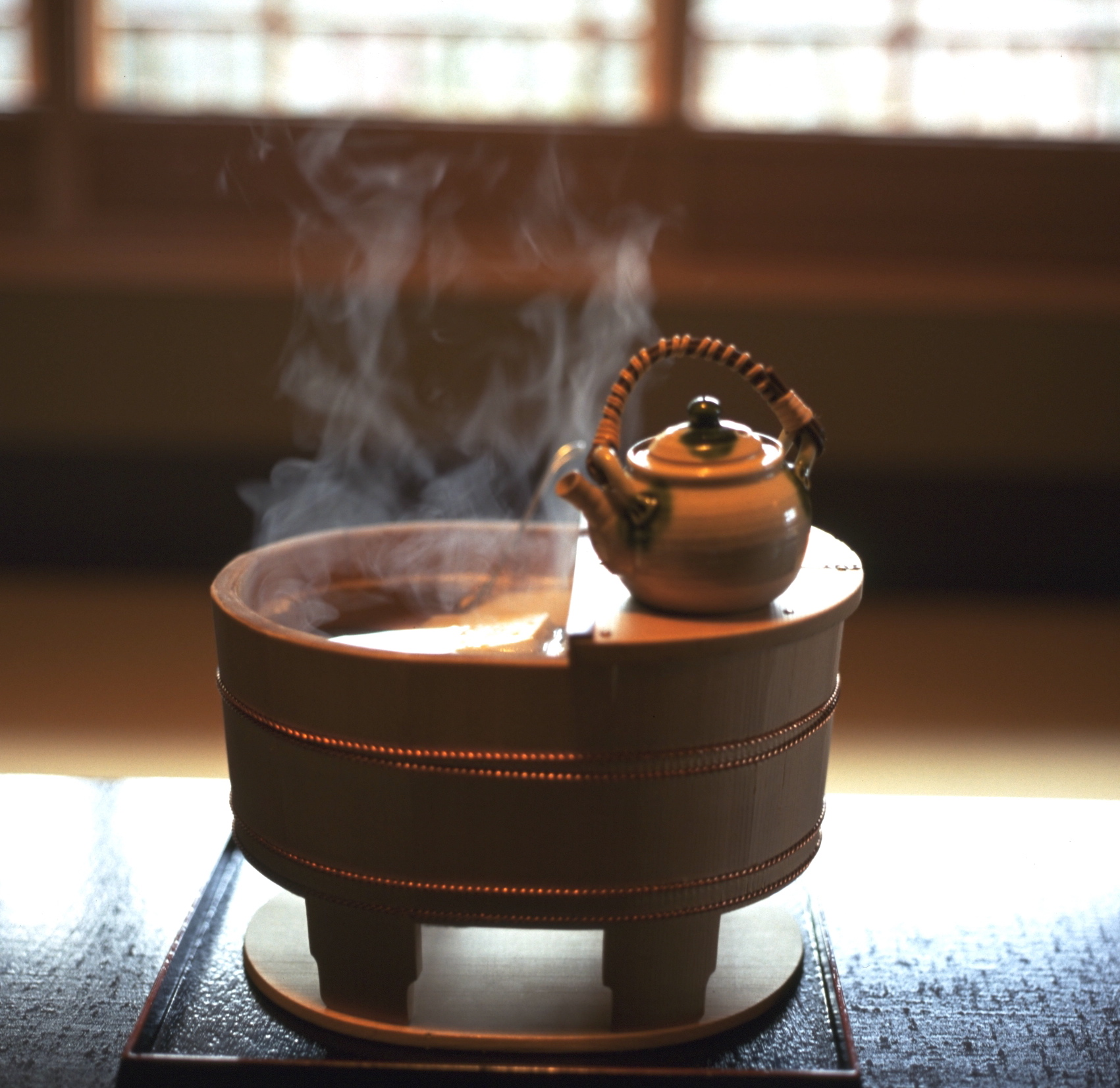
유도후

유도후(일본어: 湯豆腐)는 두부를 다시마 등의 국물에 삶은 요리이다. 양념장에 찍어 먹는다.